# Inger Wedborn
Inger Maria Wedborn, född 20 april 1911 i Stockholm, död 8 januari 1969 i Lidingö, var en svensk trädgårdsarkitekt och skribent. Hon var från 1940-talet till sin bortgång en av landets ledande trädgårdsarkitekter.

## Biografi

### Tidiga år och utbildning
Inger Wedborn var dotter till läroverksadjunkten Victor Jacobsson och hans hustru Clara Carlesson. Hon inledde sin utbildning till trädgårdsarkitekt 1929 vid Önnestads kvinnliga trädgårdsskola. I likhet med flera andra kvinnor inom yrket, som Ruth Brandberg och Sylvia Gibson, utbildade hon sig vid Horticultural College for Women i Swanley i Kent. Hon återvände till Sverige 1933 och arbetade från 1934 med trädgårdsarkitekten Sven A. Hermelin. Redan året därpå fortsatte hon sina studier utomlands, vid Institut für Gartengestaltung der Landwirtschaftlichen Hochschule i Berlin-Dahlem 1935–1936 under ledning av professor Heinrich Friedrich Wiepking-Jürgensmann. För att komma in på denna akademiska utbildning krävdes sexklassigt högre läroverk och minst fyra års praktik, krav som Inger Wedborn uppfyllde genom åttaklassig normalskola för flickor, utbildningen i England samt genom sin tidigare anställning hos Sven A. Hermelin. De två första terminerna av utbildningen ägnades åt de fackvetenskapliga grunderna. Därefter följde en specialisering inom trädgårdskonst och en avslutning med en statsexamen.

### Karriär
Efter avslutad utbildning arbetade Inger Wedborn en tid vid Alwin Seiferts landskapsarkitektkontor i München med landskapsvårdsplaner för Reichsautobahn, ett mycket storskaligt arbete med planteringen omkring de tyska motorvägarna som då var under uppbyggnad. I likhet med Ester Claesson kan Inger Wedborn ha påverkats av Paul Schultze-Naumburgs idéer, men inte direkt utan via Alwin Seifert.
Efter återkomsten till Sverige arbetade Inger Wedborn återigen som assistent till Sven A. Hermelin. De blev kompanjoner i den gemensamma firman Hermelin och Wedborn Trädgårdsarkitekter FST. Inger Wedborns omfattande utbildning i England och Tyskland tillsammans med de praktiska erfarenheter hon erövrat gav henne de förutsättningar som behövdes för att driva ett stort kontor med många parallella uppdrag. Kontoret hade flera anställda och praktikanter. Det fungerade också med sin ledande ställning som en plantskola för unga blivande trädgårdsarkitekter som efter en tid gick vidare för att driva egna verksamheter. I egenskap av kontorschef hade Inger Wedborn ett ansvar att fördela arbetet mellan de anställda. Hon behärskade också konsten att dra upp de stora övergripande planerna och att göra detaljplaner till olika typer av planteringar.
Till kontorets främsta uppdrag hör den än idag välbevarade Marabouparken i Sundbyberg (i samarbete med Henning Throne-Holst vid Marabou), Lötsjön i Sundbyberg, Lidingö kyrkogård, fabriksområde och bostadsområde för Findus konservfabrik i Bjuv, Kvarteret Cepheus i Gamla stan, trädgårdarna till radhusen på Finbagarvägen i Sköndal, markplanering vid Ifö-verken i Bromölla, Studentstaden i Uppsala 1951, samt moderniseringar och restaureringar av äldre trädgårdar, som Hässelby slott, Stockholm.
Inger Wedborns erfarenheter av storskalig landskapsgestaltning vid de tyska motorvägarna avspeglade sig i flera av de artiklar hon skrev, som ”Vägen och landskapet” publicerad i Svenska Dagbladet 24 maj 1936 och ”Tysk väg- och landskapsvård” i Lustgården 1937–1938. Hennes artiklar behandlade även ämnen som natur- och landskapsvård, som i ”Judarnområdet – ett stockholmarnas naturreservat” i Lustgården 1941, men också äldre trädgårdar, egna projekt och recensioner. Inger Wedborn ansåg det nödvändigt att arkitekten och trädgårdsarkitekten samarbetade för att kunna samkomponera hus och trädgård, vilket framgår av texter som ”Arkitektur och landskap” och "Byggnaden och dess omgivning – en enhet" i Havekunst, 1941. Hennes stora kunnande kom också väl till pass i den Hermodskurs hon satte samman tillsammans med Sven A. Hermelin och deras gemensamma kollega Åke Steen 1944.
Inger Wedborn visade redan under studietiden intresse för trädgårdsarkitektyrkets professionella sida, bland annat genom att medverka i nordiska trädgårdsarkitektmöten. Engagemanget för det egna yrkets professionalisering märks också i hennes aktiva medlemskap i sammanslutningar som Föreningen för dendrologi och parkvård, Föreningen Svenska Trädgårdsarkitekter och International Federation of Landscape Architects, men även genom frågor kopplade till civilsamhället, som ledamot av Lidingö kyrkoråd, Lidingö natur- och kulturskyddskommitté och Fredrika-Bremer-Förbundets Lidingökrets. Hon är begravd på Lidingö kyrkogård.